# 318 Магдалена
318 Магдалена (лат. 318 Magdalena) је астероид главног астероидног појаса чија средња удаљеност од Сунца износи 3,195 астрономских јединица (АЈ).
Апсолутна магнитуда астероида је 9,40 а геометријски албедо 0,492.